# Stadion pod Goricom
Das Stadion pod Goricom (kyrillisch Стадион под Горицом) ist ein Fußballstadion in der montenegrinischen Hauptstadt Podgorica (1946–1992: Titograd). Es ist im Besitz der Stadt und heißt mit vollem Namen Gradski Stadion pod Goricom (deutsch Städtisches Stadion unterhalb des Hügels). Das Stadion ist die größte Arena des Landes. Momentan bietet es auf seinen vier Rängen 11.080 Plätze. Der Hauptnutzer des Stadions ist der FK Budućnost Podgorica.

## Geschichte

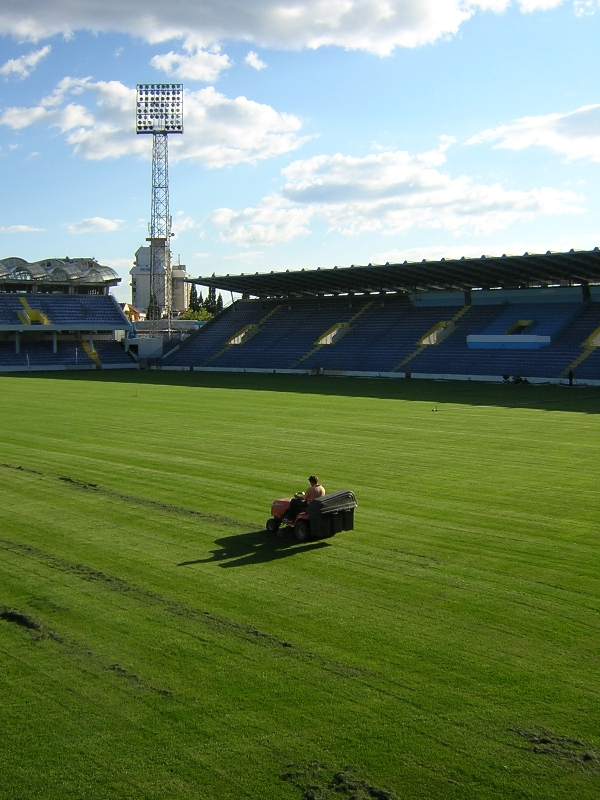
Innenraum des Stadion pod Goricom

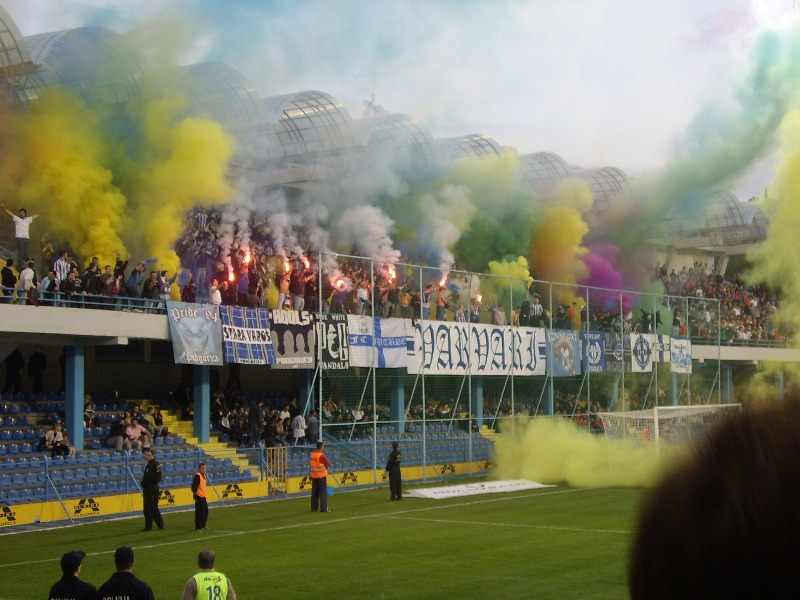
Die als Varvari bekannten Fans des FK Budućnost Podgorica

Die Anfänge des Stadions gehen in die Zeit des Zweiten Weltkrieges zurück. Damals entstand ein von italienischen Soldaten angelegter Fußballplatz, auf dem unter anderem Spiele von Militärmannschaften ausgetragen wurden. Nach dem Krieg wurde 1947 das Stadion pod Goricom eröffnet und der FK Budućnost Podgorica fand eine neue Heimspielstätte. 1954 zerstörte ein Brand die Anlage. Beim Wiederaufbau wurden Holzränge an den Längsseiten im Osten und Westen und ein Clubhaus errichtet. Nachdem Budućnost Titograd 1963 aus der 1. jugoslawischen Fußballliga abstieg, wurde die Spielstätte 1975 zur Rückkehr des Clubs in das Oberhaus renoviert.
Anfang der 1980er Jahre bot das Pod Goricom 32.000 Plätze, von denen 22.000 überdacht waren. Am 28. Mai 1989 konnte Budućnost seine Premiere im Stadion unter Flutlicht feiern. Die Partie entschieden die Hausherren mit 3:0 für sich. Erst nach 15 Jahren tat sich wieder Wesentliches im Stadion. 2004 kämpfte sich Budućnost Podgorica in die 1. Fußballliga von Serbien und Montenegro vor. Dies wurde zum Anlass genommen, das Stadion einer Renovierung zu unterziehen. Hinter beiden Toren entstanden neue doppelstöckige Tribünen. Die komplette Bestuhlung auf den Rängen wurde ebenfalls ausgetauscht. Des Weiteren wurden die Umkleidekabinen erneuert. Diese Umbauten führten auch auf das Ziel hin, zukünftige Länderspiele im Stadion austragen zu können.
Nach der Unabhängigkeit Montenegros Mitte 2006 war für kommende Länderspiele ein Stadion vonnöten, das den Anforderungen der UEFA und FIFA gerecht wird. Um dies zu erreichen, bekam unter anderem das Spielfeld aus Naturrasen ein neues Drainage-System. Es wurden auch neue Umkleidekabinen in der Südtribüne eingerichtet.
Am 24. März 2007 trug die montenegrinische Fußballnationalmannschaft das erste Länderspiel ihrer Geschichte im Pod Goricom aus. Das Freundschaftsspiel gegen Ungarn gewannen die Debütanten mit 2:1 Toren. Da das Stadion als einzige Spielstätte Montenegros die Anforderungen der Verbände UEFA und FIFA erfüllt, wurden bisher sämtliche Heimspiele der Nationalmannschaft im Pod Goricom ausgetragen. Darüber hinaus ist es Austragungsort von internationalen Spielen der montenegrinischen Vereine sowie von 2007 bis 2023 des Endspiels im montenegrinischen Fußballpokal.

## Wichtige Spiele
- 27. Okt. 1971: Jugoslawien – Luxemburg 0:0 (EM-Qualifikation, Zuschauer: 15.000)
- 15. Dez. 1982: Jugoslawien – Wales 4:4 (EM-Qualifikation, Zuschauer: 17.000)
- 09. Juli 2005: FK Budućnost Podgorica – Deportivo La Coruña 2:1 (Intertoto Cup, Zuschauer: 10.000)
- 24. Mär. 2007: Montenegro – Ungarn 2:1 (erstes Spiel der Nationalmannschaft, Zuschauer: 13.000)
- 07. Aug. 2007: FK Zeta Golubovci – Glasgow Rangers 0:1 (Champions League, 2. Qualifikationsrunde, Zuschauer: 11.000)